# Maison de la photographie de Toulon
La maison de la photographie de Toulon est une institution muséale française située à Toulon, dans le Var. Elle abrite des expositions temporaires et permanentes.

## Description

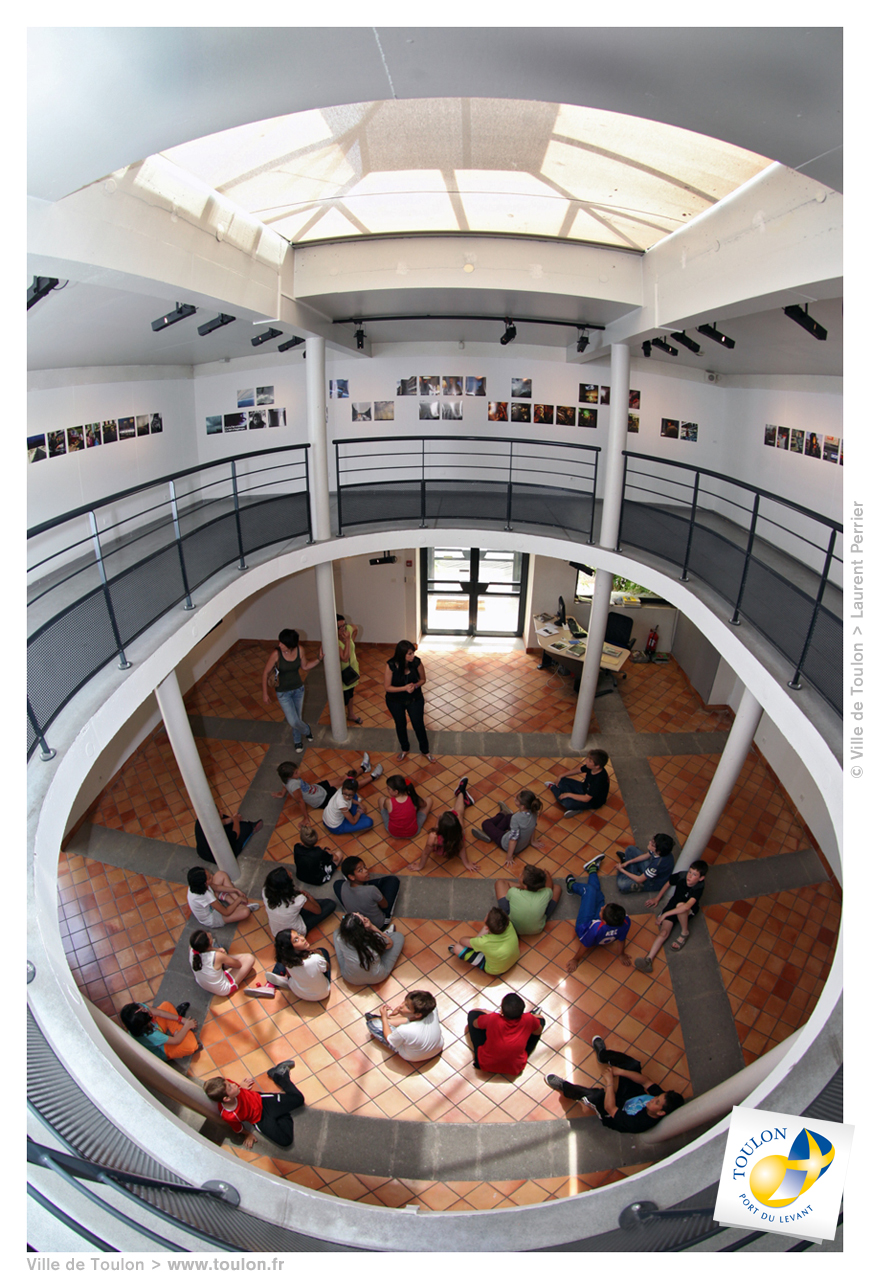
Maison de la photographie de Toulon - vue de l’intérieur.

L’institution muséale a été inaugurée en 2002. Elle a été aménagée dans un ancien hammam, dont elle a conservé sa structure circulaire d’origine,. Le bâtiment est l’une des principales attractions culturelles de la ville de Toulon, l’entrée est gratuite et les collections proposées sont destinées au grand public.
La maison de la photographie a été pensée pour être dans le prolongement de la collection photographique du Musée d'Art de Toulon. Dans les faits, c’est une branche du Musée d’Art. En effet, la première collection photographique de la maison vient de ce dernier. En 2022, la maison de la photographie de Toulon contient plus de 400 œuvres, parmi lesquelles, on trouve aussi bien des œuvres d’artistes régionaux, que internationaux. Le musée compte une vingtaine d'images, prises entre 1962 et 2000.

## Artistes exposés
Liste non exhaustive :
- Édouard Boubat
- Victor Burgin
- Jean-Marc Bustamante
- Henri Cartier-Bresson
- Lucien Clergue
- Robert Doisneau
- Walker Evans
- Bernard Faucon
- Gisèle Freund
- Gilbert & George
- Jean le Gac
- Jacques Henri Lartigue
- Françoise Nuñez
- Man Ray
- Ernest Pigon-Ernest
- Bernard Plossu
- Willy Ronis
- Jeanloup Sieff
- Georges Rousse
- Edward Steichen
- Jean-Pierre Sudre